# Султанмуратово
Султанмура́тово (рос. Султанмуратово, башк. Солтанморат) — село у складі Аургазинського району Башкортостану, Росія. Адміністративний центр Султанмуратовської сільської ради.
Населення — 706 осіб (2010; 721 в 2002).
Національний склад:
- татари — 79%